# Liste der Mitglieder der 2. Knesset
Dies ist eine Liste der Mitglieder der 2. Knesset. Vorausgegangen waren die Wahlen am 30. Juli 1951.

## Sitzverteilung nach Parteizugehörigkeit
| Partei                                                                        | Sitze |
| ----------------------------------------------------------------------------- | ----- |
| Mifleget Poalei Erez Jisrael (Mapai)                                          | 45    |
| Tzionim Klaliym (Allgemeine Zionisten)                                        | 20    |
| Mapam                                                                         | 15    |
| HaChasit haDatit haMe’uchedet (Vereinigte Religiöse Front)                    | 08    |
| Cherut                                                                        | 08    |
| HaMiflaga HaKomunistit HaJisraelit (Israelische kommunistische Partei (Maki)) | 05    |
| Miflaga Progresivit (Progressive Partei)                                      | 04    |
| Reschima Demokratit leʿAravei Jisraʾel                                        | 03    |
| Agudat Jisra’el                                                               | 03    |
| Sfaradim VeEdot Misrach (Sepharden und Gemeinschaften des Orients)            | 02    |
| Poalei Agudat Jisra’el                                                        | 02    |
| HaMisrachi                                                                    | 02    |
| Qidma weʿAvoda                                                                | 01    |
| Hitachdut HaTeimanim beJisra’el (Jemenitische Vereinigung in Israel)          | 01    |
| Chaqlaʾut uFittuach                                                           | 01    |

## Mitglieder der 2. Knesset
Die folgenden 120 Abgeordneten wurden bei der Parlamentswahl am 30. Juli 1951 in die Knesset gewählt.
| Mitglied                    | Partei                                 | Anmerkungen |
| --------------------------- | -------------------------------------- | --- |
| Ada Maimon                  | Mifleget Poalei Erez Jisrael           | |
| Akiwa Gowrin                | Mifleget Poalei Erez Jisrael           | |
| Ami Assaf                   | Mifleget Poalei Erez Jisrael           | |
| Abraham Herzfeld            | Mifleget Poalei Erez Jisrael           | |
| Baruch Eisenstadt           | Mifleget Poalei Erez Jisrael           | |
| Beba Idelson                | Mifleget Poalei Erez Jisrael           | |
| Bechor-Schalom Schitrit     | Mifleget Poalei Erez Jisrael           | |
| Chaim Ben-Ascher            | Mifleget Poalei Erez Jisrael           | |
| David Borovoj               | Mifleget Poalei Erez Jisrael           | |
| David Ben-Gurion            | Mifleget Poalei Erez Jisrael           | |
| David Hacohen               | Mifleget Poalei Erez Jisrael           | |
| Dvora Netzer                | Mifleget Poalei Erez Jisrael           | |
| Dov Yosef                   | Mifleget Poalei Erez Jisrael           | |
| Elieser Kaplan              | Mifleget Poalei Erez Jisrael           | |
| Eliʿeser Livna              | Mifleget Poalei Erez Jisrael           | |
| Elijahu Hacarmeli           | Mifleget Poalei Erez Jisrael           | |
| Efraim Popik                | Mifleget Poalei Erez Jisrael           | |
| Golda Meir                  | Mifleget Poalei Erez Jisrael           | |
| Herzl Berger                | Mifleget Poalei Erez Jisrael           | |
| Jisraʾel Guri               | Mifleget Poalei Erez Jisrael           | |
| Jenia Tversky               | Mifleget Poalei Erez Jisrael           | |
| Yosef Sprinzak              | Mifleget Poalei Erez Jisrael           | |
| Kadish Luz                  | Mifleget Poalei Erez Jisrael           | |
| Levi Eschkol                | Mifleget Poalei Erez Jisrael           | |
| Meir Argov                  | Mifleget Poalei Erez Jisrael           | |
| Mordechai Namir             | Mifleget Poalei Erez Jisrael           | |
| Mosche Scharet              | Mifleget Poalei Erez Jisrael           | |
| Fritz Naphtali              | Mifleget Poalei Erez Jisrael           | |
| Pinchas Lawon               | Mifleget Poalei Erez Jisrael           | |
| Reʾuven Feldman             | Mifleget Poalei Erez Jisrael           | |
| Re’uven Schaeri             | Mifleget Poalei Erez Jisrael           | |
| Sarah Kafrit                | Mifleget Poalei Erez Jisrael           | |
| Schlomo Lavi                | Mifleget Poalei Erez Jisrael           | |
| Schmuel Dajan               | Mifleget Poalei Erez Jisrael           | |
| Salman Schasar              | Mifleget Poalei Erez Jisrael           | |
| Jaʿaqov Uri                 | Mifleget Poalei Erez Jisrael           | |
| Ja’akov Schimschon Schapira | Mifleget Poalei Erez Jisrael           | |
| Jechezkel Hen               | Mifleget Poalei Erez Jisrael           | |
| Yisrael Yeshayahu-Sharabi   | Mifleget Poalei Erez Jisrael           | |
| Jizchak Ben Zwi             | Mifleget Poalei Erez Jisrael           | |
| S. Yizhar                   | Mifleget Poalei Erez Jisrael           | |
| Jona Kesse                  | Mifleget Poalei Erez Jisrael           | |
| Josef Efrati                | Mifleget Poalei Erez Jisrael           | |
| Zalman Aran                 | Mifleget Poalei Erez Jisrael           | |
| Seʾev Schefer               | Mifleget Poalei Erez Jisrael           | |
| Abraham Stupp               | Tzionim Klaliym                        | |
| Batscheva Katznelson        | Tzionim Klaliym                        | |
| Ben-Zion Harʾel             | Tzionim Klaliym                        | |
| Chaim Ariʾav                | Tzionim Klaliym                        | |
| Chaim Boger                 | Tzionim Klaliym                        | |
| Elimelech Rimalt            | Tzionim Klaliym                        | |
| Ezra Ichilov                | Tzionim Klaliym                        | |
| Georg Flasch                | Tzionim Klaliym                        | |
| Jisra’el Rokach             | Tzionim Klaliym                        | |
| Nachum Chet                 | Tzionim Klaliym                        | |
| Peretz Bernstein            | Tzionim Klaliym                        | |
| Schalom Sisman              | Tzionim Klaliym                        | |
| Schimon Bejerano            | Tzionim Klaliym                        | |
| Schlomo Perlstein           | Tzionim Klaliym                        | |
| Schoschana Parsitz          | Tzionim Klaliym                        | |
| Simcha Babah                | Tzionim Klaliym                        | |
| Jaʿaqov Klivnov             | Tzionim Klaliym                        | |
| Josef Sapir                 | Tzionim Klaliym                        | |
| Josef Serlin                | Tzionim Klaliym                        | |
| Salman Susajew              | Tzionim Klaliym                        | |
| Eliʿeser Peri               | Mapam                                  | |
| Hans Rubin                  | Mapam                                  | |
| Meʾir Jaʿari                | Mapam                                  | |
| Mordechaj Bentov            | Mapam                                  | |
| Ya'akov Hazan               | Mapam                                  | |
| Jaʿaqov Riftin              | Mapam                                  | |
| Aharon Zisling              | Mapam                                  | Verließ die Mapam um Achdut haʿAvoda zu gründen                                                                                         |
| Jisra’el Bar Jehuda         | Mapam                                  | Verließ die Mapam um Achdut haʿAvoda zu gründen                                                                                         |
| Moshe Aram                  | Mapam                                  | Verließ die Mapam um Achdut haʿAvoda zu gründen                                                                                         |
| Jitzchak Ben Aharon         | Mapam                                  | Verließ die Mapam um Achdut haʿAvoda zu gründen                                                                                         |
| David Livschitz             | Mapam                                  | Verließ die Mapam um die Siʿa Bilti Taluja beʾAchdut haʿAvoda zu gründen, anschließend Wechsel zur Mifleget Poalei Erez Jisrael         |
| Hannah Lamdan               | Mapam                                  | Verließ die Mapam um die Siʿa Bilti Taluja beʾAchdut haʿAvoda zu gründen, anschließend Wechsel zu Mifleget Poalei Erez Jisrael          |
| Adolf Berman                | Mapam                                  | Verließ die Mapam um Siʿat Smol zu gründen, anschließend Wechsel zu HaMiflaga HaKomunistit HaJisraelit                                  |
| Mosche Sneh                 | Mapam                                  | Verließ die Mapam um Siʿat Smol zu gründen, anschließend Wechsel zu HaMiflaga HaKomunistit HaJisraelit                                  |
| Rostam Bastuni              | Mapam                                  | Verließ die Mapam um Siʿat Smol zu gründen, kehrte zur Mapam zurück                                                                     |
| Elijahu-Mosche Ganchowsky   | HaPo’el haMisrachi                     | |
| Chaim-Mosche Schapira       | HaPo’el haMisrachi                     | |
| Ja’akov-Micha’el Chasani    | HaPo’el haMisrachi                     | |
| Mosche Kelmer               | HaPo’el haMisrachi                     | |
| Mosche Unna                 | HaPo’el haMisrachi                     | |
| Jitzchak Rafa’el            | HaPo’el haMisrachi                     | |
| Josef Burg                  | HaPo’el haMisrachi                     | |
| Serach Wahrhaftig           | HaPo’el haMisrachi                     | |
| Arjeh Altman                | Cherut                                 | |
| Arjeh Ben-Eliʿeser          | Cherut                                 | |
| Binjamin Avniel             | Cherut                                 | |
| Esther Rasiʾel-Naʿor        | Cherut                                 | |
| Chaim Landau                | Cherut                                 | |
| Menachem Begin              | Cherut                                 | |
| Jaʿaqov Meridor             | Cherut                                 | |
| Yohanan Bader               | Cherut                                 | |
| Emil Habibi                 | HaMiflaga HaKomunistit HaJisraelit     | |
| Esther Vilenskja            | HaMiflaga HaKomunistit HaJisraelit     | |
| Meir Vilner                 | HaMiflaga HaKomunistit HaJisraelit     | |
| Shmuel Mikunis              | HaMiflaga HaKomunistit HaJisraelit     | |
| Tawfik Toubi                | HaMiflaga HaKomunistit HaJisraelit     | |
| Abraham Granot              | Miflaga Progresivit                    | |
| Mosche Kol                  | Miflaga Progresivit                    | |
| Pinchas Rosen               | Miflaga Progresivit                    | |
| Jizhar Harari               | Miflaga Progresivit                    | |
| Tschabar Muadi              | Reschima Demokratit leʿAravei Jisraʾel | |
| Masaad Kassis               | Reschima Demokratit leʿAravei Jisraʾel | |
| Seif el-Din el-Zubi         | Reschima Demokratit leʿAravei Jisraʾel | |
| Abraham Deutsch             | Agudat Jisra’el                        | |
| Schlomo Lorincz             | Agudat Jisra’el                        | |
| Jitzhak-Meir Levin          | Agudat Jisra’el                        | |
| Benjamin Sasson             | Sfaradim VeEdot Misrach                | Die Partei fusionierte während der Legislaturperiode mit der Miflaga Progresivit.                                                       |
| Elijahu Eliaschar           | Sfaradim VeEdot Misrach                | Die Partei fusionierte während der Legislaturperiode mit der Miflaga Progresivit.                                                       |
| Benjamin Mintz              | Poalei Agudat Jisra’el                 | |
| Kalman Kahana               | Poalei Agudat Jisra’el                 | |
| David-Zwi Pinkas            | HaMisrachi                             | |
| Mordechai Nurock            | HaMisrachi                             | |
| Salah-Hassan Hanifes        | Qidma weʿAvoda                         | |
| Schimon Garidi              | Hitachdut HaTeimanim beJisra’el        | Die Partei fusionierte während der Legislaturperiode mit der Miflaga Progresivit und trennte sich wieder von den Allgemeinen Zionisten. |
| Faras Hamdan                | Chaqlaʾut uFittuach                    | |

### Veränderungen
| MK                         | ersetzt           | Partei                       | Datum              |
| -------------------------- | ----------------- | ---------------------------- | ------------------ |
| Idow Cohen                 | Mosche Kol        | Miflaga Progresivit          | 10. September 1951 |
| Yeshayahu Foerder          | Abraham Granot    | Miflaga Progresivit          | 10. September 1951 |
| Elieser Schostak           | Jaʿaqov Meridor   | Cherut                       | 2. November 1951   |
| Rachel Tzabbari            | Jechezkel Hen     | Mifleget Poalei Erez Jisrael | 4. April 1952      |
| Abraham Kalfon             | Elieser Kaplan    | Mifleget Poalei Erez Jisrael | 13. Juli 1952      |
| Schlomo Jisra’el Ben Me’ir | David-Zwi Pinkas  | HaMisrachi                   | 14. August 1952    |
| Jaʿaqov Nitzani            | Jizchak Ben Zwi   | Mifleget Poalei Erez Jisrael | 8. Dezember 1952   |
| Schlomo Hillel             | Elijahu Hacarmeli | Mifleget Poalei Erez Jisrael | 21. Dezember 1952  |
| Salman Ben-Jaʿaqov         | Abraham Deutsch   | Agudat Jisra’el              | 24. Juni 1953      |
| Chaim Cohen-Meguri         | Aryeh Ben-Elieser | Cherut                       | 6. Juli 1953       |
| Baruch Kamin               | David Hacohen     | Mifleget Poalei Erez Jisrael | 1. Dezember 1953   |

## Regierungsbildung
Während der zweiten Knesset wurden vier Regierungen gebildet. Die erste und die zweite Koalitionsregierungen wurden von David Ben-Gurion; die dritte und vierte Koalitionsregierungen wurden von Mosche Scharet gebildet.